# Partido Comunista de Bielorrusia
El Partido Comunista de Bielorrusia (en bielorruso: Камуністы́чная па́ртыя Белару́сі, Kamunistychnaya Partyia Belarusi; en ruso: Коммунистическая партия Белоруссии, Kommunisticheskaya Partiya Belorussii; KPB) es un partido político bielorruso. Apoya y aprueba las políticas del presidente Aleksandr Lukashenko. El partido ha tenido más escaños en la Asamblea Nacional de Bielorrusia que cualquier otro partido desde las elecciones parlamentarias bielorrusas de 2000, las primeras elecciones nacionales en las que participó. Sin embargo, la mayoría de los escaños del parlamento bielorruso están ocupados por políticos independientes.

## Historia
El 15 de julio de 2006 se sugirió que el KPB podría formar una alianza con el Partido de los Comunistas de Bielorrusia (PKB). Mientras que el KPB apoya el gobierno y las políticas del presidente Lukashenko, el PKB es uno de los mayores partidos opositores del país. De acuerdo con Sergey Kalyakin, líder del PKB, la llamada "reunificación" de los dos grupos formaba parte de un complot destinado a eliminar la presencia de los segundos.
El objetivo principal de la política exterior de fortalecer la seguridad nacional del partido proclamó a través del desarrollo del Estado de la Unión Bielorrusia-Rusia y la fase de reconstrucción voluntariamente renovada de las naciones de la Unión, fortaleciendo su independencia política y económica.
El KPB mantiene relaciones con otros partidos comunistas de la región y del mundo, en mucha mayor medida que el PKB, el cual ha sido considerado "pro-occidental" y actualmente forma parte del Partido de la Izquierda Europea. En cuanto a representación parlamentaria, los comunistas bielorrusos cuentan con 11 diputados en la Cámara de Representantes de Bielorrusia y 17 representantes en el Consejo de la República de Bielorrusia, en la legislatura comprendida entre 2016 y 2020.
Durante las protestas bielorrusas de 2020-21, el Partido Comunista de Bielorrusia participó en una reunión en apoyo de Alexander Lukashenko.

## Historial electoral

### Elecciones parlamentarias
| Año  | Votos   | %      | Escaños | Nota         |
| ---- | ------- | ------ | ------- | ------------ |
| 1990 | -       | -      | 298/328 | Sin alianzas |
| 1995 | -       | -      | 44/262  | Sin alianzas |
| 2000 | -       | -      | 6/108   | Sin alianzas |
| 2004 | 334.383 | 5,31   | 8/108   | Sin alianzas |
| 2008 | 229.986 | 4,27%  | 6/110   | Sin alianzas |
| 2012 | 141.095 | 2,69%  | 3/110   | Sin alianzas |
| 2016 | 380.770 | 7,49%  | 8/110   | Sin alianzas |
| 2019 | 559.537 | 10,62% | 11/110  | Sin alianzas |
| 2024 |         |        | 7/110   | Sin alianzas |